# Lista de rios da Alemanha

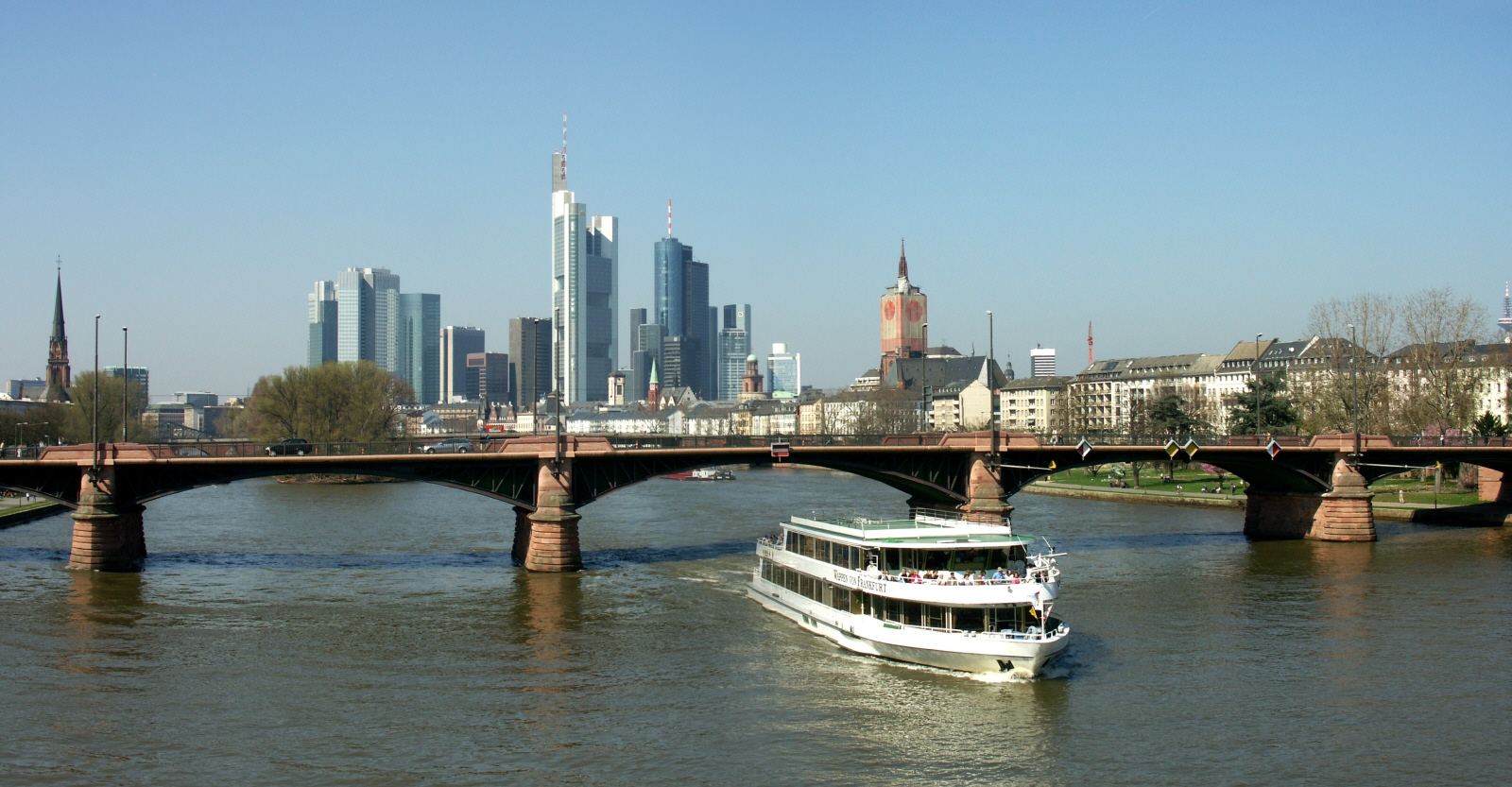
O Main, em Frankfurt.

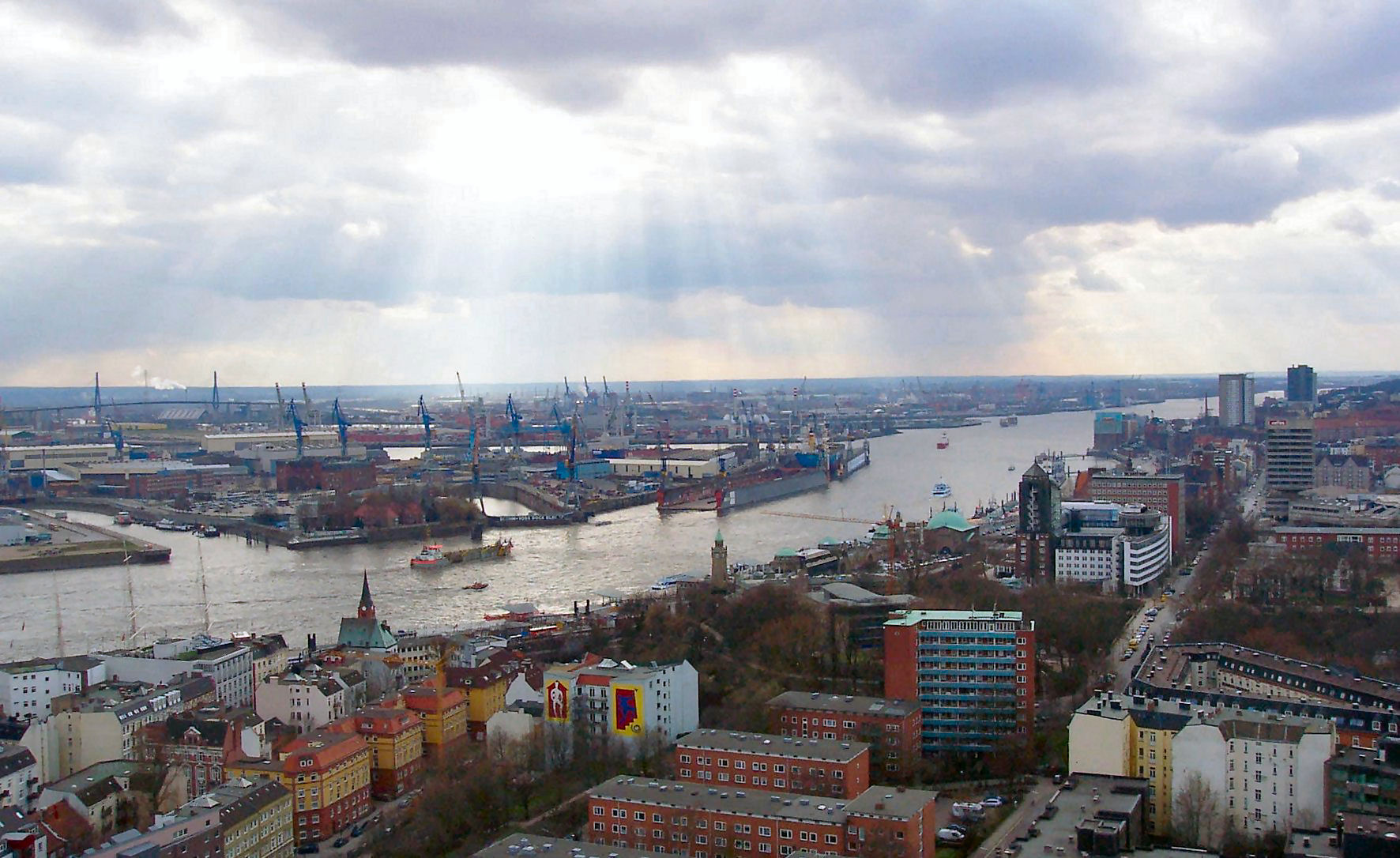
O Elba, em Hamburgo.

Este artigo lista os rios que estão (pelo menos parcialmente) localizados na Alemanha. Os rios que desaguam no mar são classificados geograficamente, ao longo da costa. Os rios que desaguam em outros rios são classificados pela proximidade de seus pontos de confluência com o mar (quanto mais baixo na lista, mais a montante).
Os rios da Alemanha desaguam no Mar Báltico, no Mar Negro e no Mar do Norte. Os rios mais importantes da Alemanha são os:
- fluindo para o Mar Báltico: Ou
- desaguando no Mar Negro: Danúbio (e seus principais afluentes Inn, Isar e Lech)
- desaguando no Mar do Norte: Reno (e seus principais afluentes Mosela, Main e Neckar), Weser e Elba (e seus principais afluentes Havel e Saale)

## Lista parcial
Esta é uma lista de rios da Alemanha.
- Rio Danúbio - 686 km
- Rio Elba - 700 km
- Rio Gera - 85 km
- Rio Havel - 341 km
- Rio Isar - 283 km
- Rio Lech - 180 km
- Rio Meno - 524 km
- Rio Mosela - 242 km
- Rio Neckar - 367 km
- Rio Neisse - 252 km
- Rio Oder - 885 km
- Rio Reno - 865 km
- Rio Ruhr - 217 km
- Rio Saale - 413 km
- Rio Spree - 382 km
- Rio Weser - 440 km